# Joseph (opera)

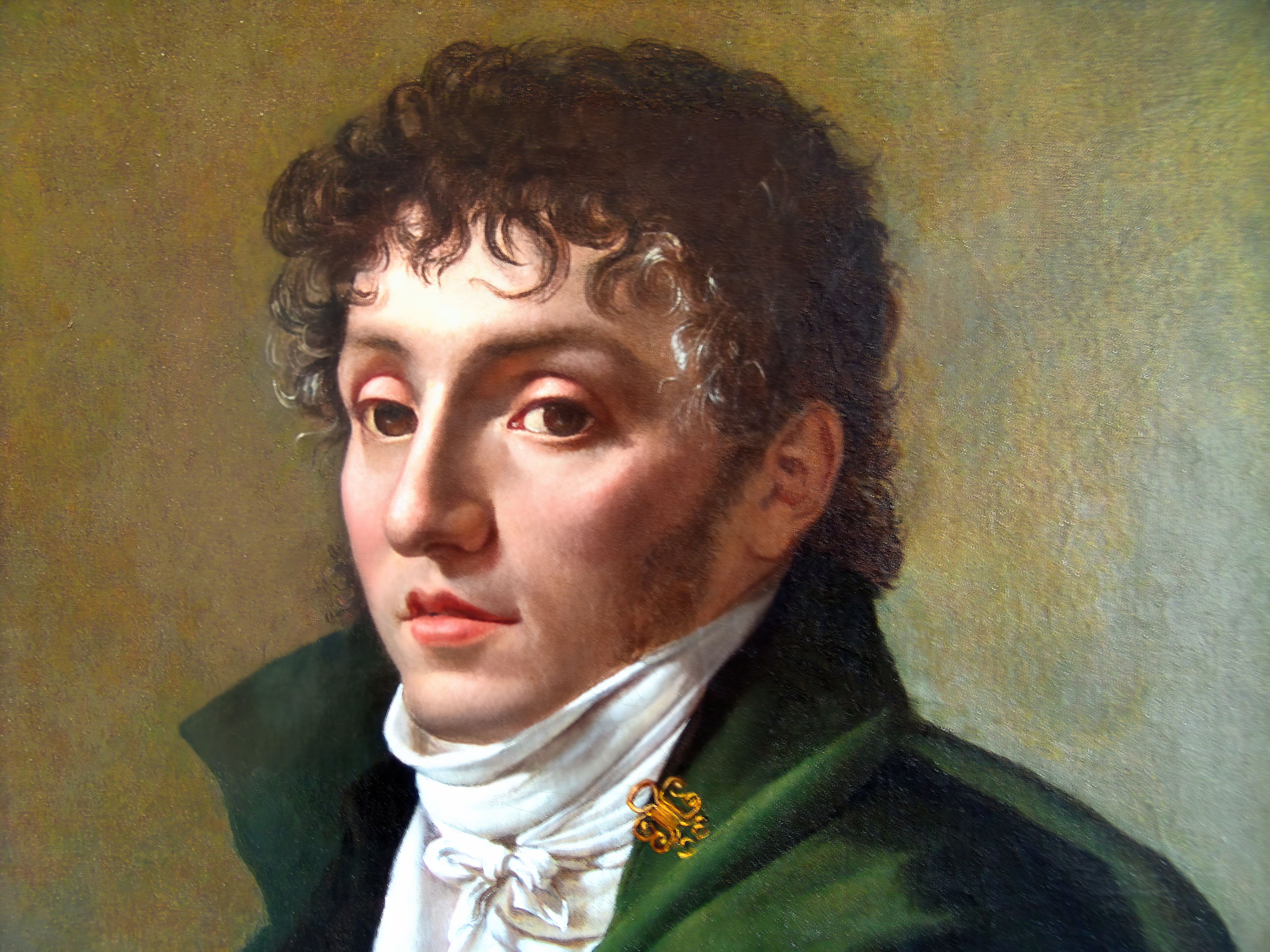
Étienne-Nicolas Méhul

Joseph (också känd under titeln Joseph i Egypten) är en fransk opera i tre akter med musik av Étienne-Nicolas Méhul och libretto av Alexandre Duval efter bibelhistorien om Josef och hans bröder.

## Historia
Operan saknar kvinnliga soloröster, men rollen som Benjamin är en byxroll och det förekommer kvinnoröster i kören. Joseph hade premiär den 17 februari 1807 på Opéra-Comique i Paris. Svensk premiär den 21 oktober 1836 på Segerlindska teatern i Göteborg. Den 15 oktober 1856 hade operan premiär på det Gustavianska operahuset i Stockholm under titeln Joseph i Egypten.
Med sin välbekanta bibliska handling och sina antika kostymer och dekorationer var Méhuls opera mycket omtyckt på 1800-talet. 1899 utarbetades en version med recitativ i stället för den talade dialogen.

## Personer
- Jacob (bas)
- Joseph, hans son (haute-contre)
- Benjamin, hans son (sopran eller mezzosopran)
- Siméon, hans son (tenor)
- Nephthali, hans son (haute-contre)
- Ruben, hans son (tenor)
- Utobal, Josephs förtrogne (bas)
- En officer
- En vacker flicka (sopran)
- En officer (tenor)
- Lévi, Juda, Dan, Gad, Aser, Issachar och Zabulon, Jakobs söner (tenorer och barytoner)

## Handling
Operan återger Bibelns berättelse om Joseph som har blivit såld av sin bror Siméon som slav men som slutar som ståthållare i Egypten. Där har han under de "sju feta" åren lagt undan mat för de "sju magra" som ingår i Egyptens plågor. Hans far och bröder kommer till honom och ber om hjälp utan att känna igen honom, men då Siméon tyngd av sitt dåliga samvete bekänner sin onda gärning för fadern och denne vill förbanna honom, ger sig Joseph till känna och förlåter dem alla.